# Милетино
Милетино (мкд. Милетино) је насељено место у Северној Македонији, у северозападном делу државе. Милетино припада општини Брвеница.

## Географски положај
Насеље Милетино је смештено у северозападном делу Северне Македоније. Од најближег већег града, Тетова, насеље је удаљено 12 km јужно.
Милетино се налази у доњем делу историјске области Полог. Насеље је положено у источном делу Полошког поља. Западно од насеље се пружа поље, док се ка истоку издиже Сува гора. Западно од села протиче Вардар. Надморска висина насеља је приближно 500 метара.
Клима у насељу је умерено континентална.

## Становништво
По попису становништва из 2002. године Милетино је имало 1.986 становника.
Претежно становништво у насељу су Албанци (67%), а у мањини су етнички Македонци (32%). 
Већинска вероисповест у насељу је ислам, а мањинска православље. Почетком 20. века удео православних становника је био много већи.